# Папан (стрип)
Папан је 16. епизода стрип серијала Кобра. Објављена је премијерно у магазину YU стрип, који је издавао Дечје новине из Горњег Милановца. Сценарио је написао Светозар Обрадовић, а епизоду нацртао Бранислав Керац. Епизода је укупно имала 40 страна. Епизода је објављена у четири дела у периоду 1982-1986 (бројеви 48 (1982), 54 (1983), 63-64 (1984), 76-78 (1986)).

## Кратак садржај
Кобра креће у потрагу за Синди, која га је на превару онесвестила и напупстила са врећом новца (види епизоду: Пустињски монструм). Налази је на Хавајима у малом бару по имену Папан. Синди је на картама добила прстен за кога почиње да се распитује неуобичајено велики број људи, који су спремни да дођу до њега по цену живота. Кобра помаже Синди да избегне групу четворице сумњивих типова, али ускоро сазнају да се за прстен интересује група нациста која жели да направи Четврти рајх.

## Реприза
Епизода је објављена репризно у YU стрип профилу бр. 8, који је изашао 1986. год. Цена свеске је била 500 динара. Епизода је по други пут репризирана у Србији у албуму Кобра Интеграл бр. 1. (заједно са епизодом Анђео пакла и Пустињнски монструм) у издању издавачке куће Darkwood.